# Eudarcia confusella
Eudarcia confusella är en fjärilsart som beskrevs av Gustav Heinrich Heydenreich 1851. Eudarcia confusella ingår i släktet Eudarcia och familjen äkta malar. Inga underarter finns listade i Catalogue of Life.